# Focesi
Focesi is een Italiaans historisch merk van motorfietsen.
De bedrijfsnaam was: Ditta Alfredo Focesi, Milano
Alfredo Focesi was vooral bekend van zijn fietsen die onder de merknaam "Gloria" werden verkocht.
In 1949 debuteerde zijn eerste Gloria-bromfiets, de 3M met drie versnellingen en swingarm-achtervering. Al snel werd deze bromfiets in verschillende versies aangeboden en in 1953 volgde de Gloria 100-motorfiets met een 98cc-kopklepmotor en een plaatstalen ruggengraatframe. De toerversie had een telescoopvork, de sportversie een geduwde schommelvoorvork. Later verscheen een 160cc-motorfietsje met een tweetaktmotor die aan de swingarm bevestigd was, zoals bij sommige scooters. In 1955 werd de productie beëindigd.